# Alta Ribagorça
Alta Ribagorça là một comarca (hạt) ở Catalonia, Tây Ban Nha. Thủ phủ là Pont de Suert.
Các đô thị của Alta Ribagorça:
- El Pont de Suert - 2.725
- La Vall de Boí - 1.062
- Vilaller - 644